# Hecatera
Genre
Le genre Hecatera regroupe des lépidoptères (papillons) nocturnes de la famille des Noctuidae.

## Espèces rencontrées en Europe
- Hecatera bicolorata (Hufnagel 1766)
- Hecatera cappa (Hübner 1809)
- Hecatera corsica (Rambur 1832)
- Hecatera dysodea (Denis & Schiffermüller 1775)
- Hecatera maderae Bethune-Baker 1891
- Hecatera weissi (Draudt 1934)